# Rian Malan
Rian Malan, född 1954, är en sydafrikansk författare och journalist av afrikaansk härkomst. 
I de flesta av sina verk bearbetar han det sydafrikanska samhället och dess rasmotsättningar. I My Traitor's heart, som utkom 1990 (Mitt förrädiska hjärta, 1991), och kanske är hans mest kända roman, beskriver han traumat att vara boer med sympatier för den svarta befolkningen. 
Malan har väckt uppseende genom att hävda att AIDS-epidemins omfattning och allvar överdrivits.